# Historia de Kentucky
La historia de Kentucky abarca miles de años, influenciada por la geografía y ubicación del estado. 

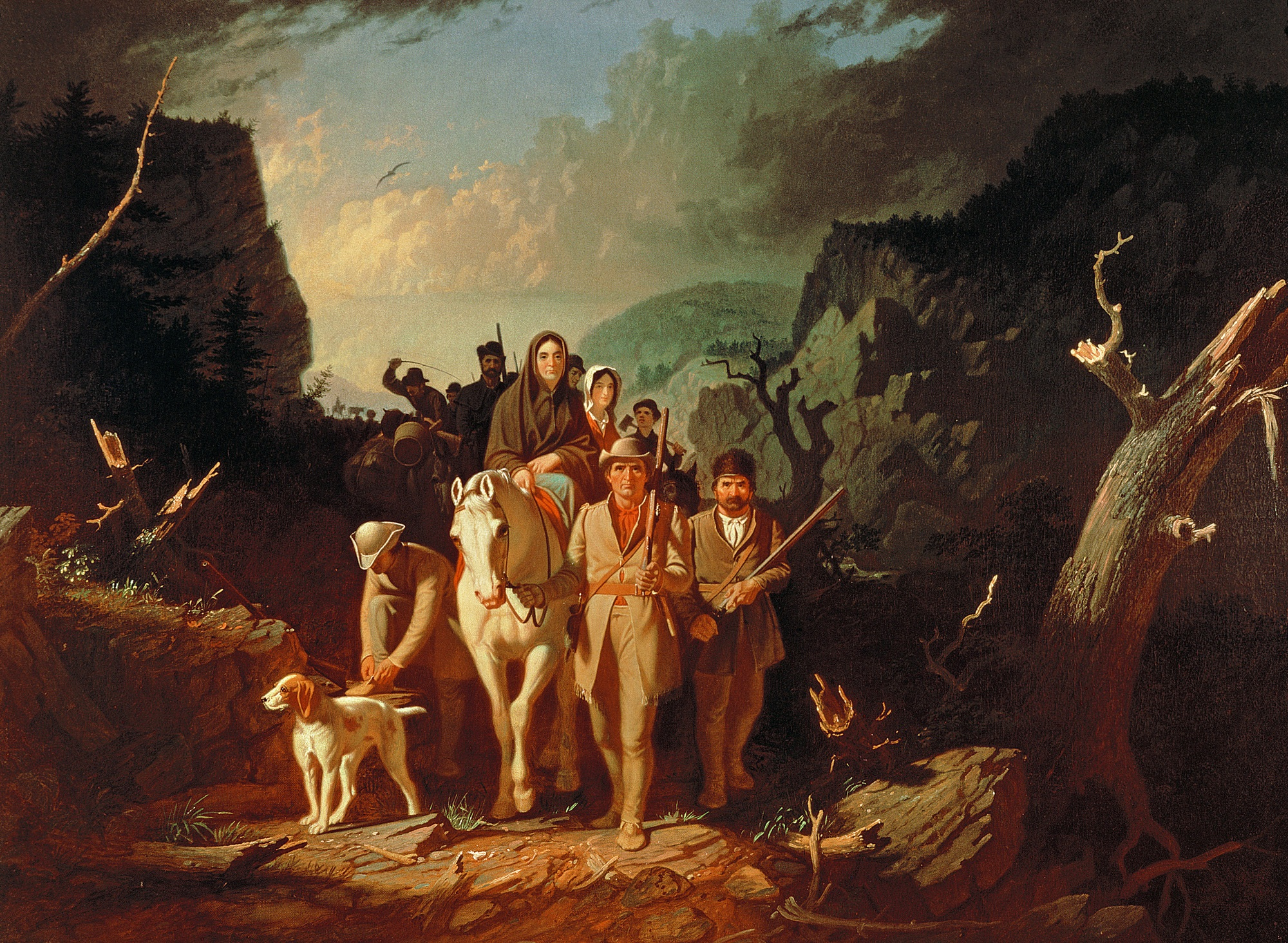
Daniel Boone Escorting Settlers through the Cumberland Gap de George Caleb Bingham, 1851–52

## Habitantes pre europeos

### La Era paleoindia (9500 a.C. – 7500 a.C.)
Basado en evidencia de otras regiones, los humanos probablemente vivían en Kentucky antes de 10.000 a. C. Las bandas paleoindias probablemente eran igualitarias, constaban de 20-50 miembros y trasladaban sus campamentos muchas veces al año. 
Al final de la última edad glacial, entre 8000 y 7000 a. C., el clima de Kentucky se estabilizó, instando un aumento en población y tecnología, y con ello un estilo de vida más sedentaria. Dicho calentamiento también mató a la megafauna de Kentucky, incluyendo los mamuts, mastodontes, castores gigantes y megaterios, además de caballos y bisontes.

### La Era arcaica (7500 a.C. – 1000 a.C.)
Para el año 7500 a. C., la extinción de grandes animales para cazar cambió la cultura del área. 
Para 4000 a. C., los pueblos de Kentucky aprovechaban de los recursos de humedales, recogiendo almejas y mejillones. Los grupos sociales en esta época eran pequeñas, constando de unas familias cooperativas. 
Los pueblos de Kentucky desarrollaron el propulsor, facilitando el tiro de lanzas, además de otras herramientas de piedra y hueso, y los "Hominy holes," un hoyo en arenisca usado para moler y triturar nueces y semillas.
Los perros eran especiales para los pueblos arcaicos. En el sitio Indian Knoll en Kentucky, se encontraron entierros de perros en soledad además de con adultos y niños. Los cheroquis creían que los perros eran espirituales y sagrados.

Al final del periodo arcaico, los pueblos de Kentucky habían empezado a cultivar una forma de calabazas, usadas para sus semillas comestibles y como contenedores.

### La Era silvícola (1000 a.C. - 900 d.C.)
Hacia 1800 a. C., los pueblos nativos habían empezado a cultivar varias especies de plantas silvestres, creando una economía agrícola. La Era silvícola representa una transición entre las culturas de cazadores-recolectores y la agricultura de la Cultura misisipiana. La Era silvícola consistió de un desarrollo continuo de refugios, herramientas, textiles, y agricultura. Arqueólogos han identificado varios grupos distintos de este periodo; se han encontrado los restantes de dos grupos, los Adena y los Hopewell en la actual Louisville y en el norte y noreste de Kentucky.
La introducción de la alfarería, su uso común, y su sofisticación aumentada de decoración, que tuvo lugar hacia 1000 a. C., es un hito importante de esta era. Hacia 200 a. C., la producción de maíz llegó a la región desde México. Su introducción convirtió gradualmente la cultura de los pueblos nativos de Kentucky en una economía basada en el maíz. Los pueblos silvícolas también minaban cuevas en busca de yeso y mirabilita, y usaban el arco como arma principal, además de cerbatanas. 
Entre 450 a. C. y 100 a. C., los pueblos nativos empezaron a construir túmulos, indicando un cambio social. Los pueblos silvícolas enterraban a los fallecidos en grandes túmulos de forma oval. Debido a esta práctica, observadores del siglo XIX llamaron los pueblos silvícolas la "Cultura de los montículos".
El uso aumentado de la agricultura indica un cambio de la vida nómada hacia el asentamiento permanente. Los pueblos vivían en comunidades más grandes, aunque la agricultura más intensiva no ocurrió hasta la Era misisipiana.

### La Era misisipiana (900 d.C. – 1750 d.C.)

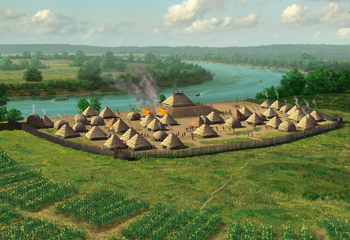
El Pueblo y Túmulo Annis, un sitio del periodo misisipiano en el Condado de Butler

Hacia 900 d. C., la agricultura del maíz se convirtió en la economía dominante de la era de la Cultura misisipiana. Maíz y frijoles constituían hasta 60 por ciento de la dieta de estos pueblos. Producían las "tres hermanas" (maíz, frijoles, y calabazas). La alfarería de la era misisipiana era más compleja que antes, y a veces incluía efigies. Los élites de la sociedad misisipiana vivían en casa rectangulares sobre grandes montículos de plataforma. Los misisipianos vivían en grandes comunidades permanentes, a veces con empalizadas defensivas. Una ciudad misisipiana normal albergaba unas 200 personas, y asentamientos más grandes servían como centros administrativos y ceremoniales. Hay muchos sitios misisipianos en el oeste de Kentucky.

La Era misisipiana tarde coincide con las tribus del periodo histórico encontradas por los exploradores y colonos europeos: los cheroquis; los chickasaw; los delaware, los mosopelea, los shawnee, los wyandot, y los yuchi.

## Primeros europeos en Kentucky

### René-Robert Cavelier, Sieur de la Salle
René Robert Cavelier de La Salle fue un explorador francés que reclamó toda la tierra en el valle del río Misisipi, incluyendo Kentucky, para Francia. En julio de 1669, Robert de la Salle organizó una expedición que, supuestamente, llegó al río Ohio cuyo curso siguió hasta Louisville, Kentucky. In 1673 o 1679, La Salle pasó por Kentucky en su segunda expedición al río Misisipi.

### Gabriel Arthur
Los colonos Gabriel Arthur y James Nededham salieron de Virginia en mayo de 1673 para entrar en contacto con los tomahittan, con esperanzas de desarrollar relaciones en el comercio de pieles de castor. En su viaje de regreso, Needham entró en una discusión con un guía nativo llamado Indian John, que resultó en su muerte. 
Mientras tanto, "Indian John" intentó conseguir que los tomahittan mataran a Arthur, pero el jefe lo impidió. Por un año, Arthur, vestido del estilo de los tomahittans, viajó con el jefe en incursiones de venganza contra los asentamientos españoles de Florida. También visitaron comunidades nativas en la costa occidental.
Tras ser herido en una batalla contra los shawnee en el valle del río Ohio, Arthur fue curado por los shawnee y enviado por un sendero que probablemente cruzó el río Ohio en la boca del río Scioto y atravesó el desfiladero Ouasiota. Las cuentas de Arthur de la tierra y las tribus que la habitaban proporcionaron la primera información detallada sobre Kentucky. Arthur fue uno de los primeros europeos en cruzar el Desfiladero de Cumberland.

### Arnout Viele
En otoño de 1692, Arnout Viele, un holandés angloparlante y una partida de europeos y nativos fueron enviados por el gobernador de Nueva York para establecer relaciones comerciales con los shawnees e integrarlos en la esfera de influencia inglesa. Viele comprendía varias lenguas nativas, y así era un traductor valioso. Se lo considera el primer europeo en explorar el oeste de Pensilvania y el Alto Valle del Río Ohio. Viele se puso en contacto con pueblos tan lejos como Indiana.
Viele y su expedición pasaron la mayor parte de 1693 explorando el río Ohio y sus afluentes en el norte de Kentucky con sus huéspedes shawnee. En agosto de 1694, Viele y sus compañeros volvieron a Nueva York, acompañados por cientos de Shawnee quienes querían trasladarse al río Delaware, además de diplomáticos de  "siete Naciones de Indios" que buscaban o el comercio con los ingleses o la paz con las poderosas naciones iroquesas.

### Gaspard-Joseph Chaussegros de Léry
En 1729, Gaspard-Joseph Chaussegros de Léry, un arquitecto y agrimensor francés guio una expedición de tropas francesas por los ríos Allegheny y Ohio, posiblemente hasta el sitio de la actual Louisville.

### Charles Le Moyne III, barón de Longueil
Charles III Le Moyne, el segundo barón de Longueuil, y más tarde gobernador de Nueva Francia, guio una expedición contra los chickasaw en la parte inferior de Luisiana. Según Gaston Pierre de Lévis, Duque de Mirepoix, esta expedición usó el Río Ohio para trasladarse al Río Misisipi.
Durante su viaje por el río Ohio hacia el Río Misisipi, la expedición se reunió con jefes locales en un pueblo en las orillas del río Scioto.

### John Howard y John Peter Salling
John Howard, un pionero de Virginia, guio una partida de cinco virginianos al río Misisipi. El 16 de marzo de 1642, el partido salió del Condado de August hacia el Río de Misisipi. Estos primeros exploradores ingleses de Kentucky viajaron por el norte de Kentucky y trazaron la frontera norteña antes de llegar al río Misisipi el 7 de junio. Las cuentas detalladas del miembro de la expedición John Peter Salling es acreditado como el descubridor de carbón en los Estados Unidos. 

### Pierre Joseph Céloron de Blainville
El conde de la Galissoniere, el gobernador de Canadá, mandó a Pierre Joseph Céloron de Blainville para fortalecer la reclamación francesa en el valle del río Ohio. Céloron realizó una expedición en 1749.

## Origen del nombre "Kentucky"
No se sabe a ciencia cierta cual fue el origen del nombre "Kentucky". Native America: A State-by-State Historical Encyclopedia dice que "varios autores han ofrecido una cantidad de opiniones acerca del significado de la palabra: la palabra iroquesa "kentake" significando "tierra de prados," la palabra wyandotte (o quizás cheroqui o iroquesa) "ken-tah-the" significando "tierra de mañana," el término algonquino "kin-athiki" que se refiere al lecho del río, una palabra shawnee significando "en la boca de un río," o una palabra significando tierra de "cañas y pavos."
El apodo oficial del estado es el "Bluegrass State," el que se deriva de la especie famosa de hierba que crece en el centro de Kentucky, el Bluegrass, o poa.

## Asentamientos tempranos

### Asentamientos nativos

#### Eskippakithiki
Eskippakithiki fue el último pueblo shawnee en Kentucky. Estaba en el moderno Condado de Clark. Un censo francés de 1736 contó 200 familias en Eskippakithi,  donde nació Blackhoof.
John Findley mostró a Daniel Boone las llanuras alrededor de Eskippakithiki, despertando su interés en Kentucky. John Findley vivía y comerciaba en Eskippakithiki en 1752. Findley afirma que una partida de cazadores de cabelleras lo atacó en enero de 1753 al sur de Eskippakithiki. El mayor William Trent escribió la carta que mencionaba por primera vez el nombre "Kentucky" refiriéndose a dicho ataque.
Findley huyó, y la próxima vez que una persona blanca llegó a Eskippathiki todo el asentamiento había sido  incendiado.

#### Shannoah
Shannoah, Lower Shawneetown, o Chalahgawtha, fue un asentamiento shawnee en el moderno Condado de Greenup donde Mary Draper Ingles fue secuestrada en julio de 1755. Ingles fue la primera mujer blanca en Kentucky. Establecido en la década de 1730 como un centro de comercio y diplomacia, el asentamiento se convirtió en un centro clave de las relaciones con otras tribus y europeos antes de que fuera abandonado hacia noviembre de 1758.

### Establecimiento de Harrod's Town
Antes de 1750, Kentucky estaba poblado casi completamente por pueblos nativos. El doctor Thomas Walker y Christopher Gist de la Compañía de Ohio guiaron las tempranas exploraciones inglesas de la región. Los franceses habían abandonado sus reclamos en la región en el Tratado de París de 1763, el que terminó la guerra franco-india. En 1768, los británicos compraron el reclamo iroqués en Kentucky mediante el Tratado de Fort Stanwix. Para 1774, solo permanecían unas pocas bandas de nativos en Kentucky.
En 1774, Harrod's Town fue establecido como el primer asentamiento europeo permanente en Kentucky. James Harrod guio una expedición para investigar las fronteras de tierras prometidas a soldados por la Corona británica después de la guerra franco-india. Harrod y 37 hombres viajaron por los ríos Monongahela y Ohio hasta la boca del río Kentucky, entrando el actual Condado de Mercer, Kentucky. El 16 de junio de 1774, los hombres establecieron el primer asentamiento pionero en Kentucky, Harrod's Town.
Tan pronto como los hombres de Harrod hubieron completado las primeras estructuras del asentamiento, Lord Dunmore, gobernador de Virginia, despachó a Daniel Boone para llamarlos de vuelta para entrar el servicio militar contra unas bandas de shawnees y mingos en la "Guerra de Dunmore". El Tratado de Camp Charlotte, que puso fin a la Guerra de Dunmore, cedió a Virginia los reclamos shawnee en tierras al sur del río Ohio (ahora los estados de Kentucky y Virginia del Oeste). El 8 de marzo de 1775, Harrod guio a un grupo de colonos de vuelta a Harrodstown para quedarse.

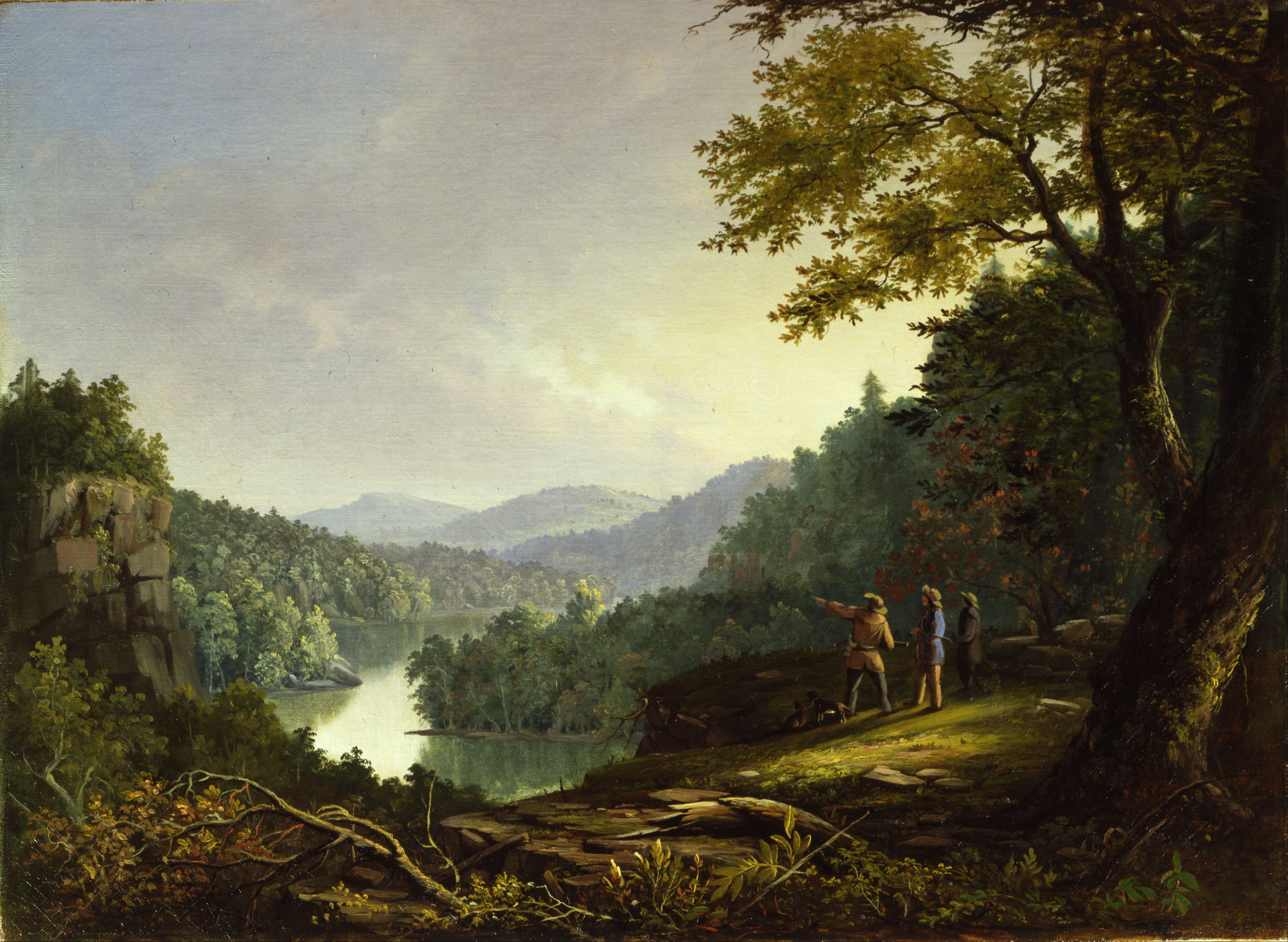
Kentucky Landscape de James Pierce Barton

La derrota de los shawnee en la guerra envalentonó a especuladores de tierra en Carolina del Norte, quienes creían que la región de Kentucky no tardaría en estar bajo el control de Bretaña. El especulador Richard Henderson y su amigo Daniel Boone se reunieron con jefes cheroquis en marzo de 1775 en Sycamore Shoals para comprar tierras.

### Kentucky en la Revolución Americana (1775–1783)

Mapa de Kentucky publicado en 1784 por John Filson

Después de 1775, Kentucky creció rápidamente mientras los primeros asentamientos al oeste de los Montes Apalaches fueron establecidos. Colonos migraron de Virginia, Carolina del Norte y Pensilvania y entraron la región por el desfiladero de Cumberland y el río Ohio. Virginia reclamaba la región como parte de su territorio.  Daniel Boone fue el fundador más famoso del estado. Durante este periodo los colonos introdujeron la agricultura comercial. Tabaco, maíz y cáñamo eran los cultivos principales de Kentucky. Sin embargo, debido a la violencia entre colonos y los pueblos nativos, para el año 1776 había menos de 200 colonos en Kentucky.
Durante la Revolución de los Estados Unidos, colonos empezaron a inundar la región; el jefe shawnee Dragging Canoe respondió a ello iniciando las guerras cheroqui-americanos, que tuvieron lugar durante la Guerra de Independencia de los Estados Unidos. El historiador Colin Calloway anota que la mayoría de los shawnee lucharon con los británicos en la Guerra.
Bryan's Station fue construido en el último año de la guerra como un fuerte para proteger la región contra los británicos y nativos aliados. La batalla de Blue Licks, una de las últimas batallas importantes, se libró en el moderno Condado de Robertson. 

#### Tratado de Hopewell
La parte occidental de Kentucky, al oeste del río Tennessee, era reconocida como terrenos de caza pertenecientes a los chickasaw por el Tratado de Hopewell de 1786 hasta que la vendieron a los Estados Unidos en 1818 bajo presión.[cita requerida]

### 1792 – Admisión a la Unión
Varios factores instaron el deseo de los colonos de Kentucky de separarse de Virginia. Primero, viajar a la capital de Virginia de Kentucky era arduo y peligroso. Segundo, el uso ofensivo de milicias locales contra redadas nativas requería la autorización del gobernador de Virginia. Finalmente, Virginia se negó a reconocer la importancia del río Misisipi para la economía de Kentucky, prohibiendo el comercio con la colonia española de Nueva Orleans, que controlaba la desembocadura del Misisipi.
La población creciente de Kentucky amplió estos problemas, y el coronel Benjamin Logan convocó una convención constitucional en Danville en 1784. A lo largo de varios años, se convocaron nueve convenciones más. Durante una, el general James Wilkinson propuso la secesión de los Estados Unidos además de Virginia para unirse con España, pero la idea fue derrotada.
En 1788, Virginia dio su permiso para la separación de Kentucky vía dos leyes habilitantes. Sin embargo, la separación de Kentucky y su admisión a la Unión fue pospuesta debido a la ratificación de la nueva Constitución de los Estados Unidos, y el fin resultante del Congreso de la Confederación.
En abril de 1792, se convocó otra convención constitucional en Danville. Estos delegados redactaron la primera Constitución de Kentucky y la presentaron al Congreso. El 1 de junio de 1792, Kentucky fue admitido a la Unión como el decimoquinto estado.

## El Periodo antebellum (1792–1860)

### Economía
La especulación de tierra era una fuente importante de ingresos mientras que los primeros colonos vendieron sus reclamos a los nuevos y se mudaron más al oeste. La gran mayoría de kentuckianos eran granjeros, creciendo su propia comida, destilando whisky, y ganando dinero por vender tabaco, cáñamo, caballos, y mulas. El tabaco era un cultivo intensivo, y así las plantaciones de la región Bluegrass utilizaban esclavos, pero a menor escala que las plantaciones de algodón más al Sur.
Rutas adecuadas de transporte resultaron muy importantes para el éxito económico de Kentucky en el periodo anterior a la Guerra de Secesión. El rápido desarrollo de carreteras, canales y ferrocarriles atrajo a muchos colonos del este. Agrimensores y cartógrafos también hicieron fortunas en el temprano Kentucky.
Los kentuckianos amaban los caballos, y en 1800 un 87 por ciento de los hogares tenía al menos un caballo. La cría de purasangres se convirtió en una especialidad de Kentucky; Louisville empezó a promover el famoso Derby de Derby en Churchill Downs en 1875.

### Louisville y Lexington
Kentucky era principalmente rural, pero dos ciudades importantes surgieron antes de la Guerra de Secesión. Lexington fue el centro de la región de Bluegrass, un área agrícola de tabaco y cáñamo, también conocida por la cría y el entrenamiento de ganado y purasangres. Era la base para muchos plantadores destacados, por ejemplo Henry Clay, el político que guio el Partido Whig y negoció acuerdos sobre la esclavitud. Lexington era el centro cultural del oeste de la nación, y así se llamaba la "Atenas del Oeste."
Louisville, en las cataratas del río Ohio, surgió como la ciudad más grande del estado. Barcos de vapor en el río facilitaron el desarrollo de comercio, y la ciudad tenía relaciones comerciales fuertes a lo largo del río Misisipi hasta Nueva Orleans. Louisville desarrolló un gran mercado de esclavos, donde se vendieron miles de esclavos en el comercio esclavista nacional. Además, la construcción de ferrocarriles ayudaría a establecer Louisville como el centro comercial del estado, además de fortalecer las relaciones comerciales al este y al oeste, incluyendo las áreas alrededor de los Grandes Lagos.
Esta parte central del estado tenía la concentración más alta de personas esclavizadas, cuya labor apoyó la economía de plantaciones tabacaleras. Muchas familias de esta área migraron a Misuri, llevando consigo su cultura, cultivos, y esclavos a un área conocida como "Little Dixie" en el Río Misuri.
Desde la mitad del siglo XIX, la ciudad atrajo a muchos inmigrantes católicas de Alemania e Irlanda. Los irlandeses se huyeron de la Gran hambruna, en la que el cultivo de patatas, una gran parte de la dieta irlandesa, fracasó por muchos años. Los alemanes vinieron después de las revoluciones de 1848. Los alemanes establecieron en la ciudad una industria de la cerveza, y ambas comunidades participaron en la industrialización creciente. Estas ciudades se convirtieron en baluartes del Partido Demócrata después de la caída del Partido Whig.

### Religión y el Gran Despertar
El Segundo Gran Despertar provocó un rápido aumento de membresía eclesiástica en la frontera de Kentucky. Avivamientos y misioneros convirtieron a muchos irreligiosos, y los atrajeron a las iglesias bautistas, metodistas, y presbiterianas.
En agosto de 1801 en el Condado de Bourbon, como parte del "Avivamiento del Oeste", miles de buscadores religiosos se reunieron bajo el pastor presbiteriano Barton W. Stone. La predicación, el canto y la conversión duraron una semana hasta que se agotó la comida.

#### Bautistas
Los bautistas prosperaron en Kentucky. Muchos habían inmigrado en masa de Virginia, y algunos tenían esclavos. 
Un esclavo bautista, Peter Durrett, estableció hacia 1790 la First African Baptist Church en Lexington, la congregación bautista afroestadounidense más vieja en Kentucky. Para el año 1850, la iglesia fue la más grande de Kentucky, blanca o negra.
Muchos bautistas abolicionistas también se mudaron a Kentucky, convirtiendo el estado en un campo de batalla sobre la esclavitud. En Kentucky, la posición abolicionista era marginada políticamente. 
Los bautistas abolicionistas establecieron sus propias iglesias basadas en los principios abolicionistas. A diferencia de ellos, los bautistas favorables a la esclavitud insistían en que había un límite entre la iglesia y el estado; esto permitió que definieran la esclavitud como un asunto civil. La posición favorable a la esclavitud resultó ser la creencia bautista predominante en Kentucky, y el liderazgo abolicionista disminuyó.

#### Discípulos
En la década de 1830, Barton W. Stone estableció la Iglesia Cristiana (Discípulos de Cristo), cuando sus seguidores se unieron con los seguidores de Alexander Campbell. Stone rompió con su origen presbiteriano para establecer una nueva secta que rechazaba el calvinismo e intentaba restaurar los valores del cristianismo primitivo.

### Los terremotos de New Madrid (1811–1812)
En 1811 y 1812, una serie de terremotos severos, llamada colectivamente el terremoto de New Madrid, asoló el oeste de Kentucky. Uno de estos terremotos fue el más severo registrado en los Estados Unidos contiguos, y algunos hicieron que el río Misisipi cambiara de curso.

### Guerra de 1812
Isaac Shelby salió de la jubilación para guiar un escuadrón de kentuckianos en la guerra anglo-estadounidense de 1812. Más de 20.000 kentuckianos sirvieron en unidades de milicianos, y desempeñaron un papel clave en el oeste y en victorias en Canadá.

### La Invención estadounidense de México (1846–1848)
En 1846, Kentucky prestó atención a la Intervención estadounidense en México. Unos ciudadanos apoyaban enérgicamente la guerra, algunos creyendo que la victoria traería nuevas tierras para la expansión de la esclavitud. Otros —especialmente los whigs, quienes seguían a Henry Clay— se oponían a la guerra y se negaron a participar en ella. La búsqueda de honor era especialmente importante para algunos, porque una generación creciente buscaba un vínculo con sus antepasados heroicos. Una clara mayoría apoyaba la guerra por todo.
Unidades kentuckianas ganaron elogio en las batallas de Monterrey y de Buena Vista. La guerra debilitó al Partido Whig, y el  Partido Demócrata surgió en el estado durante este periodo. Era especialmente poderoso en la Región de Bluegrass, donde vivían los plantadores con más esclavos.

### 1848 – "El Levantamiento de los Esclavos"
Edward James "Patrick" Doyle fue un irlandés quien quería aprovecharse de la esclavitud en Kentucky. Antes de 1848, era acusado de intentar vender libertos negros como esclavos.
Habiendo fracasado, Doyle buscó lucro por ofrecer sus servicios a esclavos escapados. En 1848, intentó guiar 75 afroestadounidenses a Ohio, un estado libre. Aunque unos llamaron este evento un levantamiento de esclavos, en realidad fue un intento masivo de escaparse. Los esclavos escapados fueron interceptados en el Condado de Harrison, y 40 esclavos afroestadounidenses se escaparon al bosque. Otros fueron arrestados y encarcelados, incluyendo a Patrick Doyle.

### 1855 – Disturbios en Louisville
El aumento de inmigrantes irlandeses, alemanes, y católicos causó conflicto entre estos y los protestantes de origen inglés en Louisville. El 6 de agosto, un día de elecciones, miembros protestantes del Partido Know-Nothing atacaron vecindarios católicos, alemanes, y irlandeses, atacando a individuos e incendiando y robando edificios.
Dichos disturbios resultaron de la competición amarga entre los demócratas y el Partido Know-Nothing, un partido nativista. Combates en las calles dejaron entre 22 y 100 muertos, muchos más heridos y muchas propiedades quemadas. Nadie fue condenado por los disturbios, y ninguna víctima recibió compensación.

## Kentucky en la Guerra de Secesión (1861–1865)
Para 1860, el 25 por ciento de la población de Kentucky era esclavo, concentrado en la Región de Bluegrass y en Louisville y Lexington. Louisville era un mercado principal de esclavos. Sin embargo, Kentucky también tenía relaciones comerciales fuertes con estados del este y del oeste. El estado votó en contra de la secesión y permaneció leal a la Unión, aunque había disputas entre varios kentuckianos.
Kentucky fue un estado fronterizo durante la Guerra de Secesión. El estado era oficialmente neutral hasta una nueva legislatura que empezó el 5 de agosto de 1861 y apoyaba la Unión. La mayoría de los ciudadanos kentuckianos también apoyaban la Unión. El 4 de septiembre de 1861, el general confederado Leonidas Polk rompió la neutralidad de Kentucky e invadió Columbus, Kentucky. Como resultado, el general unionista Ulysses S. Grant entró en Paducah, Kentucky. Enojada por la invasión confederada, la legislatura estatal de Kentucky ordenó izar la bandera unionista sobre el capitolio estatal el 7 de septiembre de 1861, declarando su alianza con la Unión. En noviembre de 1861, durante la Convención de Russellville, simpatizantes sureños intentaron establecer un gobierno alternativo con el objetivo de secesión, pero no lograron desplazar al gobierno legítimo en Frankfort.
El 13 de agosto de 1862, el general confederado Edmund Kirby Smith invadió Kentucky con el Ejército del Este de Tennessee, y el 28 de agosto de 1862, el general Braxton Bragg y su Ejército de Misisipi entraron en Kentucky, iniciando la Campaña de Kentucky. Vencieron a los unionistas en la batalla de Richmond e incluso lograron tomar la capital Frankfort. Sin embargo los unionistas bajo el mando de Don Carlos Buell consiguieron luego contraatacarlos. Los confederados ganaron después contra él en la batalla de Perryville, pero Bragg, el líder de la invasión, decidió la retirada porque estaban aun así en una posición expuesta. Kentucky permaneció desde entonces bajo el control de la Unión durante el resto de la guerra.

## La Reconstrucción hasta la Primera Guerra Mundial (1865–1914)

### La Reconstrucción
Aunque Kentucky era un estado esclavista, no había sucedido y no estaba sujeto a la ocupación militar durante el periodo de reconstrucción. Durante la elección de 1865, la ratificación de la Decimotercera Enmienda para prohibir la esclavitud fue un asunto principal. Finalmente Kentucky rechazó la Decimotercera, Decimocuarta, y Decimoquinta Enmiendas, pero tuvo que implementarlas después de su ratificación.
Los demócratas tuvieron éxito en la elección, y uno de sus primeros actos fue derogar la Ley de Expatriación de 1862, restaurando la ciudadanía de ex confederados.

### Violencia después de la Guerra
Después de la guerra, la violencia continuó en el estado. Varios sectores del Ku Klux Klan se establecieron, por los que veteranos de la guerra intentaban establecer la supremacía blanca mediante la intimidación y la violencia contra negros. A pesar de la supresión del Klan por el gobierno federal, el periódico Frankfort Weekly Commonwealthy reportó 115 incidentes de linchamiento y flagelación de negros entre 1867 y 1871.[cita requerida]
Aunque el noroeste de Kentucky tenía pocos negros, los blancos del área intentaron expulsarlos. En 1866, blancos en Warsaw, Condado de Gallatin, iniciaron un disturbio racial. A lo largo de diez días, 500 blancos atacaron y expulsaron a 200 negros del condado. En agosto de 1867, blancos expulsaron a negros de los Condados Kenton, Boone, y Grant. En la década de 1870, Willis Russell del Condado de Owen, un mariscal federal, luchó contra una banda del Ku Klux Klan que aterrorizaba a negros en los Condados de Franklin, Henry, y Owen. Otros ataques contra negros ocurrieron en el oeste de Kentucky, especialmente el Condado de Logan y su sede de Russellville.
La violencia llegó a su punto máximo en la década de 1890 y continuó por los principios del siglo XX. En 1908, cuatro hombres negros fueron linchados en Russellville, Kentucky, y una banda de blancos mató a los siete miembros de la familia Walker cerca de Hickman, Kentucky. Dicha matanza fue objeto de atención nacional en los periódicos.

### Disputas familiares
Kentucky ganó fama internacional por disputas familiares a finales del siglo XIX, especialmente en las comunidades de los Montes Apalaches. Hombres en clanes se lucharon entre ellos con tiroteos, incendios, duelos, y emboscadas. Los periodistas escribían a menudo sobre estas disputas, contribuyendo a los estereotipos sobre Apalachia que eran populares en ciudades; interpretaban las disputas como el producto de ignorancia profunda, pobreza, aislación, y quizás endogamia. Sin embargo, los principales participantes habitualmente eran élites locales con redes clientelares que luchaban localmente por el poder político.

### Gilded Age (1870s to 1900)
Durante el Gilded Age (la Edad dorada), el movimiento de sufragio femenino surgió en Kentucky. Laura Clay, hija del abolicionista Cassius Clay, fue la líder más prominente. A la vez empezó un movimiento para la prohibición, y destiladores y taberneros lucharon en su contra.
La industria de cáñamo en Kentucky disminuyó mientras el cáñamo de manila se convirtió en el origen principal de fibras para sogas. Esto causó un aumento en la producción de tabaco, el que ya era el principal cultivo comercial de Kentucky.
Louisville fue la primera ciudad en los Estados Unidos que usó el sufragio secreto, desde 1888. Sin embargo, otros cambios en leyes de votación en Kentucky sacaron de los afroestadounidenses el derecho de votar, además de muchos blancos pobres, mediante los impuestos electorales, exámenes subjetivos de alfabetismo y mantenimiento corrupto de registros.

### 1900 – El asesinato del gobernador Goebel
Entre 1860 y 1900, muchos inmigrantes alemanes se asentaron en ciudades del norte de Kentucky, especialmente Louisville. William Goebel era un líder de los alemanes en Kentucky. De su base en Covington, se convirtió en senador estatal en 1887, luchó contra los ferrocarriles, y empezó a controlar el Partido demócrata del estado en la década de 1890. Goebel usó una ley de elecciones de 1895 para permitir que oficiales controlados por el Partido demócrata estatal contaran votos. Entonces utilizó este poder para ser certificado como gobernador en 1900. La elección aparente del republicano William S. Taylor como gobernador en 1899 era inesperado.
El Senado de Kentucky convocó un Comité de Investigación. Cuando resultó aparente que el Comité, lleno con demócratas, decidiría a favor de Goebel, los partidarios de Taylor crearon una fuerza armada. El 19 de enero de 1900, más de 1.500 ciudadanos armados ocuparon el Capitolio de Kentucky. Por más de dos semanas, el estado avanzó hacia la guerra civil. El gobernador incumbente declaró la ley marcial y activó la milicia oficial de Kentucky. El 30 de enero de 1900, Goebel, acompañado por dos guardaespaldas, fue disparado por un francotirador mientras avanzaba hacia el Capitolio. Aunque herido mortalmente, Goebel fue inaugurado como gobernador de Kentucky el próximo día. Se murió de sus heridas el 3 de febrero de 1900.
Por unos cuatro meses después de la muerte del gobernador Goebel, Kentucky tenía dos oficiales funcionando como el ejecutivo del estado: el republicano Taylor, quien insistía en que era el gobernador, y el demócrata J.C.W. Beckham, el compañero de fórmula de Goebel, quien fue inaugurado después de la muerte de Goebel. Beckham pidió ayuda federal para determinar el ejecutivo de Kentucky. La Corte Suprema de los Estados Unidos decidió el 26 de mayo de 1900 que Goebel era el gobernador legítimo de Kentucky, y así Beckham, su sucesor, fue gobernador.
Justo después, Taylor se huyó a Indiana, donde fue acusado como un conspirador en el asesinato. Sin embargo, intentos de extraditarlo a Kentucky fracasaron, y Taylor permanecieron en Indiana hasta que se murió. Dándose cuenta de la proximidad de la guerra civil, líderes de Kentucky calmaron a los votantes y trabajaron para terminar la década con menos violencia.

### Desarrollo de la industria de carbón
La industria de carbón desarrolló rápidamente en el estado a principios del siglo XX. Muchos residentes abandonaron la agricultura de subsistencia para trabajar en minas de carbón, especialmente en la región de los Apalaches, donde se encontraron grandes yacimientos de carbón. Aunque las minas proporcionaron nuevos trabajos, las condiciones eran duras para obreros, y la minería creó serios problemas ambientales.

## Las Guerras Mundiales y el Periodo de Entreguerras (1914–1945)
Aunque la violencia contra los negros disminuyó a principios del siglo XX, continuó especialmente en las áreas rurales, las que eran trastornadas por otras disrupciones adicionales. Los afroestadounidenses permanecían como ciudadanos de segunda clase en el estado. Muchos afroestadounidenses salieron del estado durante la Gran Migración en búsqueda de trabajos y educación en ciudades industriales. 

### La Primera Guerra Mundial y la década de 1920.
Como el resto del país, Kentucky experimentó inflación severa durante los años de guerra.  Sin embargo, se creó mucha infraestructura, y la guerra resultó en la destrucción de muchos kilómetros de bosques kentuckianos.
Las industrias de tabaco y whisky tenían años prósperos durante la década de 1910, aunque la Prohibición iniciada en 1920 dañó severamente la economía. Ciudadanos alemanes habían establecido una industria de cerveza en Kentucky, y el estado ya tenía una industria de licores basada en el Bourbon y viñedos. La prohibición causó un gran aumento en la venta de alcohol de contrabando. Muchos residentes rurales hacían su propio licor en "alambiques de moonshine", vendiéndolo por todo el estado.
En la década de 1920, los progresistas concentraron sus ataques contra las apuestas. Los reformadores tenían mucha apoya en Kentucky rural, con apoya del Ku Klux Klan y cleros fundamentalistas. En su renacimiento después de 1915, el Ku Klux Klan apoyaba unos asuntos de reforma, tales como la prohibición de las apuestas, porque el plan se promovieron a sí mismos como una organización preocupada del bienestar del pueblo.
El congresista Alben W. Barkley se convirtió en el portavoz del grupo contra las apuestas; también hizo campaña contra los intereses de compañías mineras que tenían mucho poder en el este de Kentucky. En 1926, Barkley fue elegido al Senado. En 1937, Barkley se convirtió en el líder de la mayoría del Senado para los demócratas . En 1948, fue elegido vicepresidente bajo el presidente Harry S. Truman en 1948.
En 1927, el exgobernador J.C.W. Beckham ganó la nominación del Partido demócrata como un candidato en contra de las apuestas. Sin embargo, los demócratas urbanos desertaron a Beckham, y el republicano Flem Sampson fue elegido. La derrota de Beckham marcó el fin del movimiento progresista en Kentucky.

### La Gran Depresión
Como el resto del país, Kentucky sufrió en la Gran Depresión de las décadas de 1920 y 1930. Había gran desempleo y poco desarrollo económico. En el Condado de Harlan, el pueblo luchó para establecer sindicatos en la primera Guerra de Carbón del Condado de Harlan, contra los dueños de las minas.
Los programas del New Deal de Franklin Roosevelt resultaron en la construcción y la mejora de mucha infraestructura en el estado. Estos programas construyeron nuevas carreteras, ampliaron las líneas telefónicas, y electrificaron áreas rurales. La construcción del Kentucky Dam y su central hidroeléctrica mejoraron las vidas de kentuckianos en el oeste. También se construyeron proyectos de control de inundaciones en el Río Cumberland y el Río Misisipi, los que también mejoraron la navegación de los ríos.
Durante las primarias demócratas para el Senado en 1938, un enfrentamiento intenso ocurrió entre Alben W. Barkley, el portavoz liberal del New Deal, y el gobernador conservador Happy Chandler. El gobernador era un orador dotado, y aumentó su encanto mediante discursos de campaña. Además recibió el apoyo del presidente Franklin D. Roosevelt. Barkley derrotó fácilmente a Chandler con la ayuda de granjeros, sindicatos, y máquinas políticas de las ciudades, pero unos meses más tarde, Barkley nombró a Chandler para ser el otro senador de Kentucky después del fallecido del senador Mills Logan.

#### Inundación de 1937
A partir de enero de 1937, el río Ohio estaba en condiciones de inundación por tres meses. Las inundaciones causaron fuegos en los ríos cuando tanques de aceite fueron destruidos en Cincinnati, Ohio. Las inundaciones cubrieron un tercio de los Condados Kentony Campbell en Kentucky, y por más de una semana, el 70 por ciento de Louisville permaneció bajo las aguaa. Otras ciudades también eran arruinadas. Después, el gobierno federal y estatal se esforzaron por prevenir inundaciones en el área.

### La Segunda Guerra Mundial

#### La economía estatal
La Segunda Guerra Mundial estimuló industrias en Kentucky y otros estados. La agricultura disminuyó. El Fort Knox fue expandido, y miles de nuevos reclutas llegaron al área. Se construyó una fábrica de municiones en Louisville, y la ciudad se convirtió en el productor más grande del caucho artificial. Astilleros en Jeffersonville, Kentucky y otros lugares atrajeron a obreros industriales, y la fábrica de Ford en Louisville produjo casi 100,000 jeeps durante la guerra. La guerra también estimuló la demanda de educación superior, ya que las capacidades técnicas eran más deseadas durante la guerra y después.
Rose Will Monroe, del Condado de Pulaski, fue una de las modelos para "Rosie the Riveter."

#### Kentuckianos en la Guerra
Husband Kimmel del Condado de Henderson mandaba la Flota Pacífica de los Estados Unidos. Edgar Erskine Hume de Frankfort sirvió como gobernador militar de Roma después de su captura. Franklin Sousley de Kentucky fue uno de los presentes en la famosa fotografía de la bandera en Iwo Jima. Como prisionero de guerra, el residente de Harrodsburg John Sadler presenció el bombardeo atómico de Nagasaki, Japón. Siete kentuckianos recibieron la Medalla de Honor. De los 306.364 kentuckianos que sirvieron en la guerra, 7.917 murieron.

## 1945–1980
En los años después de la guerra, la construcción federal del Sistema Interestatal de Autopistas ayudó a conectar aún las áreas remotas de Kentucky. 
El demócrata Lawrence W. Wetherby sirvió como gobernador entre 1950–55. Wetherby enfatizó la mejora de carreteras, el aumento del turismo, y desarrollo económico. Wetherby fue uno de pocos gobernadores sureños que implementaron la desegregación de escuelas después del Caso de Brown contra Consejo de Educación de 1954, el que ha dictaminado que la segregación escolar era no constitucional.
La agricultura, aunque todavía importante, fue suplantada por la industria en muchas áreas, estimulando la urbanización. Para el año de 1970, había más residentes urbanos que rurales en Kentucky. 

### Derechos Civiles
En los años de posguerra, los afroestadounidenses en Kentucky presionaban por los derechos civiles. La década de 1960 era una época de esfuerzos activistas de lograr acceso igual a los derechos y facilidades iguales.
El gobernador demócrata Edward Thompson "Ned" Breathitt, Jr., se enorgullecía de su liderazgo de derechos civiles después de su elección en 1963. Durante la campaña gubernativa, el oponente de Breathitt, el republicano Louis Broady Nunn, criticó el Orden Ejecutivo de Servicio Justo, el que desegregó las acomodaciones públicas, y requirió que los contratos estatales fueran libres de discriminación. Nunn prometió que su primer acto sería abolir el orden ejecutivo. A diferencia, Breathitt juró apoyar una ley para eliminar la discriminación en el sistema jurídico.
A instancias del presidente Lyndon B. Johnson, Breathitt apoyó la Ley de Derechos Civiles de 1964, y más tarde Johnson nombró a Breathitt para servir en un comité encargado de aplicar la ley.
Después de la elección, la ley de derechos civiles fue introducida a la Asamblea Geneeral en 1964, pero miembros nunca votaron sobre la ley. Una manifestación a favor de la ley atrajo a 10,000 kentuckianos, además de a líderes de derechos civiles como el doctor Martin Luther King Jr., Ralph Abernathy, el atleta Jackie Robinson y los músicos Peter, Paul, and Mary.
En enero de 1966, Breathitt firmó la ley de derechos civiles más amplia en el sur. Martin Luther King Jr. la llamó la ley de derechos civiles más importantes y más fuertes de todo el Sur.
La Ley de Derechos Civiles de Kentucky de 1966 puso fin a la discriminación racial en aseos, restaurantes, piscinas y otros lugares públicos por todo el estado. La discriminación racial fue prohibida en el empleo, y la ley permitió que ciudades aplicaran leyes locales contra la discriminación de alojamiento. La legislatura derrocó todas las leyes de segregación inaplicables. La ley también permitió que la Comisión sobre los Derechos Humanos de Kentucky resolviera quejas de discriminación.

### El Disturbio de Black power de 1968
Dos meses después del asesinato de Martin Luther King, Jr, ocurrieron disturbios en el West End de Louisville. El 27 de mayo, una manifestación contra la brutalidad policial se volvió violenta cuando la policía de Louisville llegó con armas en las manos. Los manifestantes reaccionaron, y la violencia empezó. El gobernador Louie B. Nunn llamó la Guardia Nacional para suprimir la violencia. El disturbio terminó con 472 personas arrestadas, y 200.000 dólares de daño causados.

### 1970 Disturbios contra la guerra de Vietnam
El 5 de mayo de 1970, un día después de la masacre de la Universidad Estatal de Kent, estudiantes de la Universidad de Kentucky incendiaron el edificio del Cuerpo de Entrenamiento para Oficiales de la Reserva como señal de protesta contra las muertes por la Guardia Nacional y la guerra de Vietnam. El gobernador Nunn desplegó la Guardia Nacional y la Policía Estatal para aplicar un toque de queda para la Universidad.[cita requerida]

### Ratificación de las Enmiendas de la Reconstrucción
El 18 de marzo de 1976, para corregir una omisión histórica, Kentucky ratificó por fin las decimotercera, decimocuarta, y decimoquinta enmiendas a la Constitución de los Estados Unidos, también conocidas como las Enmiendas de Reconstrucción. Estas enmiendas garantizaron derechos a los libertos y a personas de todas razas. El gobernador Julian Carroll firmó House Resolution 75 para ratificar estas enmiendas.

## 1981 – presente
Martha Layne Collins sirvió como la primera gobernadora femenina desde 1983 hasta 1987. Por toda su vida pública, ella enfatizaba la educación y el desarrollo económico, y consideraba todos los asuntos "asuntos femeninos." Ella se enorgullecía  de ganara la fábrica de Toyota de Georgetown, Kentucky, la que trajo muchos trabajos al estado.
En 1990, el gobernador Wallace G. Wilkinson firmó la Ley de Reforma de Educación de Kentucky, revisando dramáticamente el sistema de educación pública de Kentucky, ganando elogio nacional.
La legislatura de Kentucky aprobó una enmienda que permitió dos mandatos consecutivos. El gobernador demócrata Paul E. Patton, fue el primer gobernador elegible, y ganó una elección estrecha en 1995.
Sin embargo, después de ganar la reelección en 1999, Patton sufrió a causa de los problemas económicos del estado. Además perdió mucha credibilidad tras el descubrimiento de que había mantenido una relación extramatrimonial. Hacia el fin de su segundo mandato, Patton fue acusado de abusar sus poderes de patrocinio, y se lo criticó por haber perdonado a dos ex partidarios suyos. El sucesor de Patton, Ernie Fletcher, fue uno de los pocos republicanos elegidos a la oficina de gobernador y sirvió desde 2003 hasta 2007.